# ميغان بارك
ميغان بارك (بالإنجليزية:Megan Park) ممثلة ومغنية كندية . ولدت في 24 يوليو 1986 في ليندسي ل، أونتاريو في كندا .ومن المعروف عن أدوارها في تشارلي بارتليت والمسلسل التلفزيوني الحياة السرية للمراهق أمريكي كما غريس بومان.

## روابط خارجية
- ميغان بارك على موقع IMDb (الإنجليزية)
- ميغان بارك على موقع ميتاكريتيك (الإنجليزية)
- ميغان بارك على موقع روتن توميتوز (الإنجليزية)
- ميغان بارك على موقع ألو سيني (الفرنسية)
- ميغان بارك على موقع أول موفي (الإنجليزية)
- ميغان بارك على موقع قاعدة بيانات الفيلم (الإنجليزية)
- ميغان بارك على موقع كينوبويسك (الروسية)
- Megan Park Online